# Aeródromo de Palma del Río

i8
i11
i13

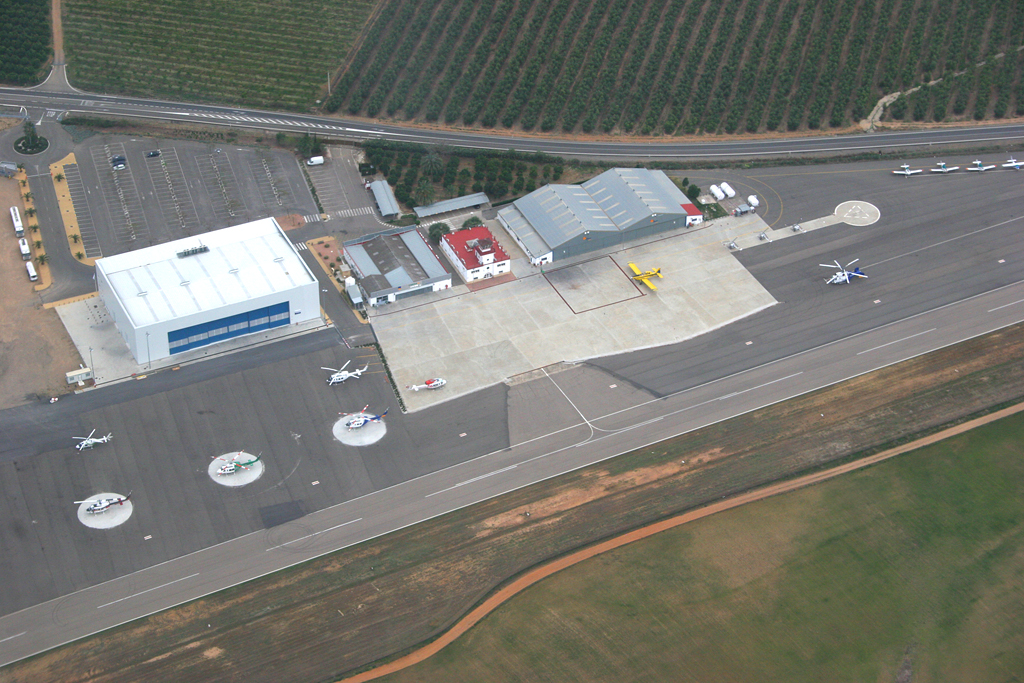
Aeródromo de Palma del Río (2012)

Aeródromo de Palma del Río ist ein privat betriebener Flugplatz im Gemeindegebiet von Palma del Río in der Provinz Córdoba. Der Flugplatz ist auch bekannt unter dem Namen Aeródromo Sebastián Almagro.
Der Flugplatz ist für die allgemeine Luftfahrt seit 1966 zugelassen und wird hauptsächlich von Lösch- und Sprühflugzeugen sowie Hubschraubern des Luftfahrtunternehmens Fumigación Aérea Andaluza S.A. (FASSA) genutzt. Am Platz befindet sich auch der Club Aéreo Palma del Río (Córdoba). Die Luftsportgruppe nutzt das Gelände zum Segelfliegen.
Die Familie des Berufspiloten Sebastián Almagro Castellanos (1923–2006), dem Gründer des Flugplatzes und der FASSA, ist zugleich Besitzer und Betreiber des Flugplatzes.
Auf dem Fluggelände befinden sich neben einer Flugschule eine Tankstelle, ein Restaurant, Hallen und Wartungseinrichtungen für rund 45 Flugzeuge und Hubschrauber.